# Vidauban
Vidauban település Franciaországban, Var megyében. Lakosainak száma 12 712 fő (2022. január 1.). Vidauban Les Arcs, Le Cannet-des-Maures, La Garde-Freinet, Lorgues, Le Muy, Le Plan-de-la-Tour, Sainte-Maxime és Taradeau községekkel határos.

## Népesség
A település népessége az elmúlt években az alábbi módon változott:
| Lakosok száma | 10 928 | 11 391 | 11 667 | 11 907 | 12 176 | 12 616 | 12 693 | 12 573 | 12 712 |
|               | 2013   | 2015   | 2016   | 2017   | 2018   | 2019   | 2020   | 2021   | 2022   |